# Eucharistický kongres
Eucharistický kongres je regionální, národní nebo mezinárodní setkání, které si klade za cíl posílení úcty k eucharistii. Poprvé se konal roku 1874 v Avignonu z iniciativy Emilie Tamisiérové, na mezinárodní úrovni se koná od roku 1876. V České republice se poprvé od jejího vzniku uskutečnil na národní úrovni v roce 2015, dosud proběhl roku 2002 v královéhradecké diecézi.